# Đurići (Czarnogóra)
Đurići (cyr. Ђурићи) – wieś w Czarnogórze, w gminie Herceg Novi. W 2011 roku liczyła 303 mieszkańców.